# Lennox Pawle
Lennox Pawle (Marylebone, Londres, Middlesex, 27 de abril de 1872 – Los Angeles, Califórnia, 22 de fevereiro de 1936) foi um ator de teatro e cinema britânico.

## Filmografia selecionada
- All the Sad World Needs (1918)
- The Admirable Crichton (1918)
- The Temptress (1920)
- The Glorious Adventure (1922)
- Married in Hollywood (1929)
- The Sky Hawk (1929)
- Hot for Paris (1929)
- The Sin of Madelon Claudet (1931)
- Mata Hari (1931, não creditado)
- David Copperfield (1935)
- The Gay Deception (1935)
- Sylvia Scarlett (1935, não creditado)